# Popkum

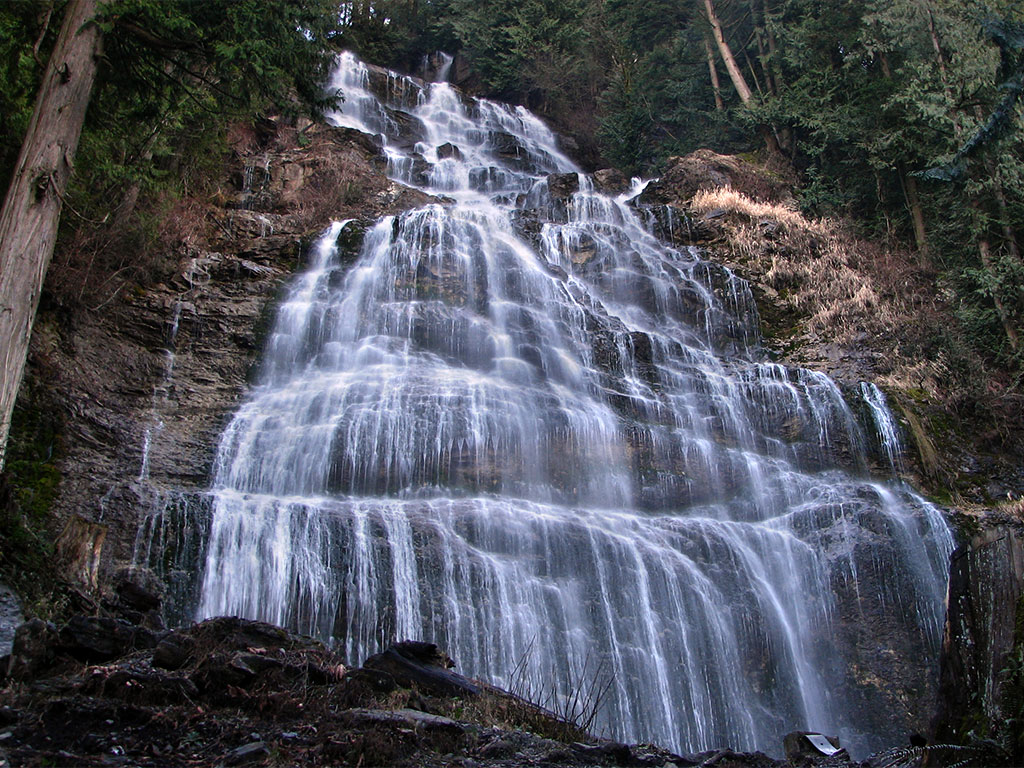
Die Bridal-Veil-Fälle, in dessen Nähe einer der kleinsten Stämme Kanadas lebt (Bridal Veil Falls Provincial Park)

Die Popkum First Nation (früher: Popkum Band) oder korrekter Pópkw’em („Bovist“) ist eine der acht Siedlungen bzw. Stämme, die zusammen die historisch große Siedlungsgruppe der Tiyt (Tait) der Stó:lō (Lower Fraser Salish) des Upper Fraser River Valley zwischen Bridal Falls im Bridal Veil Falls Provincial Park und Yale (Puchí:l), entlang des Coquihalla River (Skw'ikw'iyá:la) bis zu Spuzzum in der kanadischen Provinz British Columbia bildeten. Auf Grund ihrer Siedlungsgebiete, die bereits im Osten an das Plateau grenzten und sie am weitesten flussaufwärts wohnten, wurden die „Tiyt (Tait)“ auch als Upper Stó:lō bezeichnet.
Die „Tiyt (Tait)“-Siedlungsgruppen namens „Pópkw’em (Popkum)“, „Sq’ewá:lxw/Sq'ewá:lxw (Skawahlook)“, „Chawathil“, „Sq'éwqel/Sq’ewqeyl/Sq'ewqéyl (Seabird Island)“, „Shxw’ōwhámél/Shxw'ōwhámel (Shxw'ow'hamel)“, „Squawtits/Skwaw-Tits/Squatits (Peters Band)“, „Aywawwis/Ewa-Woos (Texas Lake/Tenas Lake)“ und „Yale“ werden heute durch folgende First Nations repräsentiert: „Popkum First Nation (Popkum Band)“, „Skawahlook First Nation“, „Chawathil First Nation (Chawathil Indian Band)“, „Seabird Island First Nation (Seabird Island Band)“, „Shxw'ow'hamel First Nation“, „Union Bar First Nation“, „Peters First Nation (Peters Band)“ und „Yale First Nation (Yale Indian Band)“.
Weitere größere Siedlungsgruppen bzw. Stó:lō-Stämme sind: die „Ts'elxwéyeqw (Chilliwack)“ („Volk von Tcil'Qe'uk, d. h. Tal der vielen Flüsse“) bewohnten das gesamte Vedder (Chilliwack) River Valley mit dem Sx̱ótsaqel/Chilliwack Lake Provincial Park und Chilliwack Lake (Sxotsaqel – „heiliger See“), Chilliwack River (Sts'elxwíqw' stó:lō), Cultus Lake, dem Harrison River und Gebiete des heutigen Stadtgebiets von Chilliwack (Ts'elxwíqw), die „Pelóxwlh Mestiyexw (Pilalt/Pil’alt)“ („Volk aus dem Dorf Peloxwlh“), die „Semà:th (Sumas)“ (Semá:th ist das dichten Gras oder Schilf am Semá:th See, umfassten mind. sieben Dörfer) im amerikanisch-kanadischen Grenzgebiet entlang des Sumas River (Stόtelō – „Bach“), Marshall Lonzo Creek (SeÍ:tslehōq'  – „driftender Sand“) und Saar Creek (Q'élem – „ruhig“) und die „Sq’éwlets/Sqwōwich (Scowlitz)“ („q'éw, d. h. um die Biegung des Flusses gehen, d. h. an der Mündung des Harrison River in den Fraser River“ und „Volk des Stör“).

## Sprache und Identität
Die Stó:lō sprachen/sprechen den Halqemeylem (Upriver)-Dialekt bzw. Stó: lō, einen der drei Dialekte des Halkomelem (korrekter: Halq'emeyleqel, die Endung -qel oder -eqel bedeutet wörtlich „von im Hals“ bzw. Halq'eméylem Sqwélte – „Halkomelem-Sprache“). „Stó꞉lō“ ist das Halqemeylem-Wort für „Fluss“ und mit „Te stó:lō“ – „den Fluss“ ist der Fraser River gemeint (es gibt keinen speziellen Namen für den Fraser River in ihrer Sprache, er ist einfach „der Fluss“), d. h. die Stó꞉lō sind somit die „Leute vom Sto:lo, d. h. vom Fraser River“. Die erste dokumentierte Erwähnung dieses Volkes als „die Stó꞉lō“ findet sich in Aufzeichnungen katholischer Oblatenmissionare aus den 1880er Jahren.
In der Fachliteratur werden zumeist auch die im Mündungsgebiet und am Unterlauf des Fraser River lebenden sieben First Nations – die Tsleil-Waututh Nation, Kwikwetlem First Nation, Katzie First Nation, Kwantlen First Nation, Musqueam Indian Band, Qayqayt First Nation (New Westminster Indian Band) und Tsawwassen First Nation – den „Stó:lō“ zugerechnet; diese sprachen/sprechen jedoch den Hunquminum (Downriver)-Dialekt bzw. Musqueam des Halkomelem und identifizieren sich nicht als „Stó:lō“ sondern als zwar sprachlich-kulturell eng verwandte, jedoch eigenständige Ethnien und verwenden als Oberbegriff manchmal „Musqueam“ (anglisiert von Xwməθkwəy̓əm/X'Muzk'I'Um – „Menschen vom Ort des Xwməθkwəy̓əm/X'Muzk'I'Um-Flussgrases“).
Allgemein werden alle Halkomelem-sprachigen Ethnien (die „Cowichan Tribes (Quw'utsun Mustimuhw)“ des Cowichan Valleys auf Vancouver Island, die „Musqueam (Xwməθkwəy̓əm/X'Muzk'I'Um)“ und „Stó:lō“) kulturell den Küsten-Salish und damit zum Pazifischen Nordwestküstenkultur gerechnet, jedoch hatten die „Stó꞉lō (Lower Fraser Salish)“ viele kulturelle Merkmale der direkt östlich im Binnenland auf der Hochebene lebenden benachbarten First Nations übernommen und ähnelten in ihrer Lebensweise daher den benachbarten Binnen-Salish, die dem nordwestlichen Plateau-Kulturareal zugerechnet werden. Da Spuzzum die Grenze der Stammesgebiete der „Tiyt/Tait (Upper Stó:lō)“ und der „Lower Nlaka'pamux (Thompson (River) Salish)“ bildete und die beiden Gruppen starke familiäre Verbindungen zueinander unterhielten, sprechen insbesondere die „Tiyt/Tait (Upper Stó:lō)“ auch den „Puchil-Dialekt (Yale-Dialekt)“ des Nlaka'pamuctsin (Nłeʔkepmxcin).

## Heutige Situation
Die meisten First Nations der Tiyt (Tait) sind heute in zwei Stammesräten organisiert; der Stó:lō Nation bzw. im Stó:lō Tribal Council, um politisch gegenüber der kanadischen Bundesregierung als auch der Provinzregierung ihre Rechte zu vertreten.
Die Popkum First Nation besitzt heute drei Reservate (nicht rechtlich gleichzusetzen mit den Reservationen der Vereinigten Staaten), die ca. 160 Hektar umfassen und zählt heute (Stand: Mai 2022) mit acht staatlicherseits anerkannten Stammesangehörigen zu den kleinsten First Nations in Kanada. 

## Geschichte
Die Popkum erhielten vom Indian Land Commissioner Gilbert Malcolm Sproat am 16. Juni 1879 zwei Reservate zugesprochen, die zusammen 149,7 ha umfassten und am linken Ufer des Fraser lagen. Das ursprüngliche Reservat sollte für Hope, Ohamil, Peters, Skawahlook, Union Bar, Yale Bands of Indians und Popkum gemeinsam eingerichtet werden. Dazu gehörte auch Seabird Island, wobei 1958 das Committee of the Privy Council eine eigene Seabird Island Indian Band schuf.
1977 unterzeichneten 21 der 24 zu den Stó:lō zählenden Stämme die Sto:lo Declaration, die die Grundlage für Vertragsverhandlungen mit Kanada und British Columbia darstellte. 1995 begannen Verhandlungen mit der Provinz um Landrechte, der sogenannte BC Treaty Process, aus dem sich allerdings vier Stämme zurückzogen.
2005 entstanden zwei getrennte Stammesräte (tribal councils), wobei sich elf Stämme, unter ihnen die Popkum, für einen Verbleib bei der Stó:lō Nation entschieden, während acht Stämme den Sto:lo Tribal Council gründeten. Von diesen elf setzten aber wiederum nur sieben die Verhandlungen mit der Regierung der Provinz fort. Die acht Stämme des Sto:lo Tribal Council nehmen gleichfalls nicht an den Verhandlungen teil. Insgesamt verhandeln also nur noch 7 der 24 Stó:lō-Stämme mit British Columbia, unter ihnen die Popkum.
Häuptling (chief) ist seit 1984 James Murphy.